# أليكس كوكس
أليكس كوكس (بالإنجليزية: Alex Cox)‏ (و. 1954 – م) هو ممثل، ومخرج سينمائي، وكاتب سيناريو، ومنتج أفلام، من المملكة المتحدة، ولد في ليفربول.

## التعليم
تعلم في كلية ورسستر، ومدرسة يو سي إل إيه للمسرح والسينما والتلفزيون ‏.

## وصلات خارجية
- أليكس كوكس على موقع IMDb (الإنجليزية)
- أليكس كوكس على موقع ألو سيني (الفرنسية)
- أليكس كوكس على موقع أول موفي (الإنجليزية)
- أليكس كوكس على موقع قاعدة بيانات الأفلام السويدية (السويدية)
- أليكس كوكس على موقع إن إن دي بي (الإنجليزية)
- أليكس كوكس على موقع ديسكوغز (الإنجليزية)
- أليكس كوكس على موقع قاعدة بيانات الفيلم (الإنجليزية)
- أليكس كوكس على موقع كينوبويسك (الروسية)